# Sebastián Ramis Torrens

Wappen von Sebastián Ramis Torrens

Sebastián Ramis Torrens TOR (* 10. Juni 1943 in Llubí, Mallorca) ist ein spanischer Ordensgeistlicher und emeritierter Prälat von Huamachuco.

## Leben
Sebastián Ramis Torrens trat der Ordensgemeinschaft der Regulierten Franziskaner-Terziaren (Tercera Orden de Penitencia de San Francisco) bei und empfing am 29. Juni 1969 die Priesterweihe. Drei Monate später entsandte ihn sein Orden als Missionar in die Prälatur Huamachuco.
Papst Johannes Paul II. ernannte ihn am 13. November 1990 zum Prälaten von Huamachuco. Der Apostolische Nuntius in Peru, Erzbischof Luigi Dossena, spendete ihm am 13. Januar des nächsten Jahres die Bischofsweihe; Mitkonsekratoren waren Manuel Prado Pérez-Rosas SJ, Erzbischof von Trujillo, und Damián Nicolau Roig TOR, emeritierter Prälat von Huamachuco.
Am 7. August 2018 nahm Papst Franziskus seinen altersbedingten Rücktritt an.